# Переяславские статьи (1674)
Переяславские статьи 1674 года — условия, подписанные казацкой старшиной Войска Запорожского на раде в Переяславе 17 марта 1674 года, на которой 10 из 11 правобережных полков, а также правобережный гетман Михаил Ханенко присягнули на верность царю Алексею Михайловичу и избрали новым гетманом «обеих сторон Днепра» левобережного гетмана Ивана Самойловича. В Переяславских статьях 1674 года были зафиксированы условия, на которых правобережное казачество приняло царское подданство. Они в целом повторяли условия, на которых в составе Российского царства находилась Левобережная Гетманщина по Глуховским статьям 1669 года и Конотопским статьям 1672 года. Воссоединённое Войско Запорожское могло пользоваться широкой внутренней автономией, включавшей собственное самоуправление, судопроизводство, казацкий реестр в 20 тысяч человек и бюджет. Российским правительством гарантировалось право собственности на всё приобретённое старшиной и казачеством имущество и земли. Неограниченными правами пользовалась и православная церковь. Всё это выгодно отличалось от условий, выдвигаемых Варшавой, которая настаивала на обязательном возврате имений прежних землевладельцев (шляхты), а также униатской и католической церквей.
Фактически решения Переяславской рады означали переход всего Правобережья «аж по самий Дністр» под царскую власть и объединение его с Левобережьем. Однако Пётр Дорошенко, запершийся в Чигирине, отказался принимать Переяславские статьи, равно как и геополитические соперники России — Речь Посполитая, Крымское ханство и Османская империя. Царские войска под руководством Григория Ромодановского и гетманские войска Ивана Самойловича предприняли первый Чигиринский поход. 29 июля они осадили Чигирин, но сходу взять его не смогли.  Приближение с двух сторон турецкой армии и крымской орды вынудило Ромодановского 10 августа начать отступление к Черкассам, куда войско благополучно прибыло. Турецкая армия восстановила власть Дорошенко, после ожесточённого сопротивления были взяты и разорены Ладыжин и Умань. Соперничество за Правобережье продолжилось в следующем году.